# Finanční záruka
Finanční záruka je jeden ze způsobů, jak zajistit dluh. Jde o závazkový vztah mezi třemi a více osobami (věřitel, dlužník, výstavce), v rámci kterého se výstavce (třetí osoba) zavazuje uhradit dluh za dlužníka v rozsahu a za podmínek uvedených v záruční listině.
Právně je upravena v § 2029–2039 občanského zákoníku. Je-li výstavcem záruční listiny banka nebo spořitelní a úvěrní družstvo, nazývá se bankovní záruka.

## Historie
Před úpravou novým občanským zákoníkem byla finanční záruka upravena zákonem č. 513/1991 Sb., obchodní zákoník, jako bankovní záruka. Mohly ji tedy poskytovat pouze banky pro obchodní vztahy. Nově může být finanční záruka poskytnuta nejen bankou, ale jakoukoliv jinou fyzickou či právnickou osobou. Proto bylo přijato zakotvení finanční záruky nikoli z důvodu změny věcného obsahu institutu, ale kvůli k tomu, že dle návrhu občanského zákoníku výstavcem takové záruky může být nejen banka.

## Vznik
Zákon stanoví: „Finanční záruka vzniká prohlášením výstavce v záruční listině, že uspokojí věřitele podle záruční listiny do výše určité peněžní částky, nesplní-li dlužník věřiteli určitý dluh, anebo splní-li se jiné podmínky určené v záruční listině. Je-li výstavcem banka, zahraniční banka nebo spořitelní a úvěrní družstvo, jedná se o bankovní záruku.“
Záruční listina musí mít písemnou formu. Zákon nedefinuje náležitosti takové listiny, ale z charakteru závazku vyplývá, že musí obsahovat:
- identifikaci výstavce, dlužníka a věřitele (jméno, datum narození/IČO, bydliště/sídlo)
- označení závazku, který je předmětem zajištění
- maximální výši plnění
- případně podmínky čerpání

## Druhy
Podle druhu závazku se finanční záruky dělí na:
1. Platební záruku – vystavitel ručí za platební závazky dlužníka, jako např. splátka úvěru, nájem.
2. Neplatební záruku – zajišťuje se pohledávka, která by věřiteli náležela při porušení plnit daný závazek, jde např. o záruku za předloženou nabídku (ve veřejné soutěži, kdy zaručuje, že výherce uzavře s pořadatelem soutěže smlouvu), záruku za splnění závazku (zajišťující obvykle včasné dokončení díla), záruku za zádržné (záruka ponecháním si části plnění ze smlouvy o dílo na odstranění závad a nedodělků) nebo záruku celní (speciální, kdy banka ručí za povinnost uhradit clo).

## Plnění
Finanční záruka je vystavena na příkaz dlužníka a uzavírá ji výstavce s dlužníkem smlouvou. Pokud dlužník neuhradí svůj dluh, či jsou splněny jiné podmínky, které byly uvedeny v záruční listině, je vyzván vystavitel finanční záruky věřitelem o plnění. Pro plnění z finanční záruky musí být doručena písemná výzva k plnění vystaviteli a dle zákona se nevyžaduje výzva dlužníkovi, aby splnil dluh. Pokud vystavitel finanční záruky zcela uhradí závazek vyplývající z finanční záruky, nepřechází na něj pohledávka z původního dluhu a pohledávka zanikne splacením.

## Zánik
Se zánikem se v zákoně počítá pouze se zánikem záruky, která je vystavena na dobu určitou, a to uplynutím doby. Nepředpokládá se, že by záruka zanikla zánikem zajišťovaného dluhu a jiné možnosti záruky mohou být určeny v listině.